# Павле Стријемљанин
Павле Стријемљанин (1432- 1494), тамишки гроф, генерал-капетан Доњих делова Мађарске, српски народни јунак, племић, војсковођа.

## Народни јунак
Српска народна епска традиција га бележи у песмама старијих времена и покосвског циклуса, попут оних у Ерлангенском рукопису: Кад се свадио Огњени Вук и бан Пав'о Стријемљанин. Питорескан је лик мађарских и румунских бајки, где је најчешће у друштву краља Матије. 

## Историјска личност
Порекло Павла је или мађарско, или српско. Мађарски и српски истраживачи сматрају да је Павле потомак Вука Бранковића. Седиште грофије Павла Стријемљанина је Веспрем и Нођважонска тврђава. Након 1490. Павле подржава пољског краља Владислава Другог. 
Жени се кћерком Блажа Подминицког. 
Носи титуле comes Temesiensis (Тамишки гроф) и generalis capitaneus inferiorum partium regni (генерал-капетан Доњих делова Мађарског краљевства).

## Десетрац о Павлу Стремењанину и Ђерзелез Алији
Главни је лик најстарије сачуване епске народне песме из 1476. године, која је уједно и једина сачувана мађарска епска песма (Опсада Шапца). Манускрипт те песме се чува у Националној библиотеци Сечењи у Будимпешти. И откривен га је Вегжеј 1871.
Песма помиње и друге епске личности српске народне традиције попут Алије Ђерзелеза, краља Матије, Мехмеда Другог. У вези са самим догађајима су и Дмитар Јакшић, Змај Огњени Вук, Влад Цепеш.